# Rio Camburu
Rio Camburu är ett vattendrag i Brasilien.   Det ligger i delstaten São Paulo, i den sydöstra delen av landet, 900 km söder om huvudstaden Brasília.
I omgivningarna runt Rio Camburu växer i huvudsak städsegrön lövskog. Runt Rio Camburu är det tätbefolkat, med 369 invånare per kvadratkilometer.